# 곰이 나에게
곰이 나에게(My Old Lady)는 한국에서 제작된 박지완 감독의 2009년 드라마 영화이다. 류혜영 등이 주연으로 출연하였다.

## 출연

### 주연
- 류혜영
- 김현정

## 제작진
- 프로듀서: 김유경
- 조명: 김홍중
- 조연출: 김현호
- 녹음: 이태균
- 믹싱: 장철호
- 작곡: 김홍집
- 미술: 이계훈